# Ully-Saint-Georges
Ully-Saint-Georges is een gemeente in het Franse departement Oise (regio Hauts-de-France). De plaats maakt deel uit van het arrondissement Senlis. Ully-Saint-Georges telde op 1 januari 2022 1.920 inwoners.

## Geografie
De oppervlakte van Ully-Saint-Georges bedroeg op 1 januari 2022 18,71 vierkante kilometer; de bevolkingsdichtheid was toen 102,6 inwoners per km².

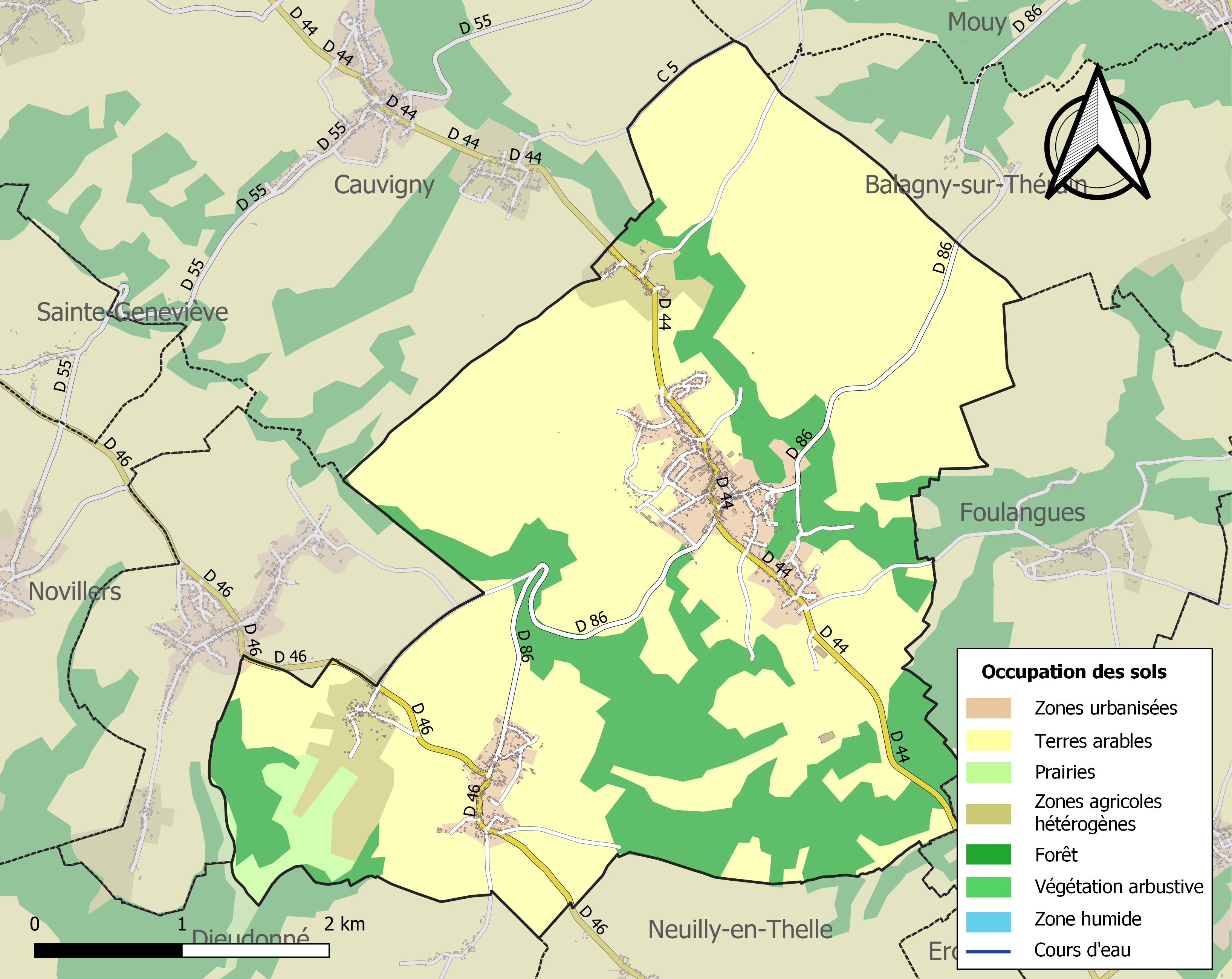
Kaart van de gemeente met belangrijkste infrastructuur, bodemgebruik en omliggende gemeenten

## Demografie
Onderstaande figuur toont het verloop van het inwonertal (bron: INSEE-tellingen).

## Afbeeldingen

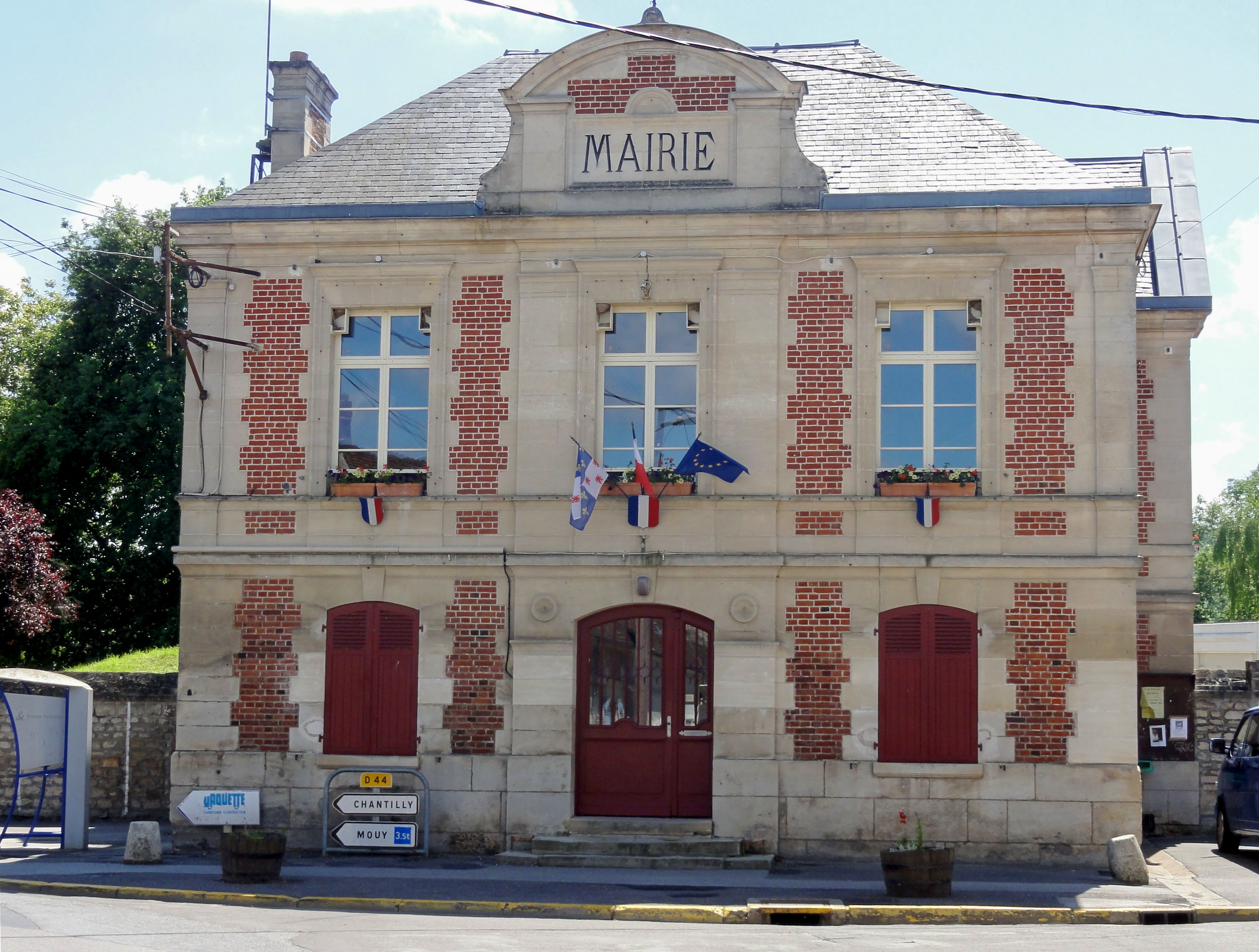
Gemeentehuis
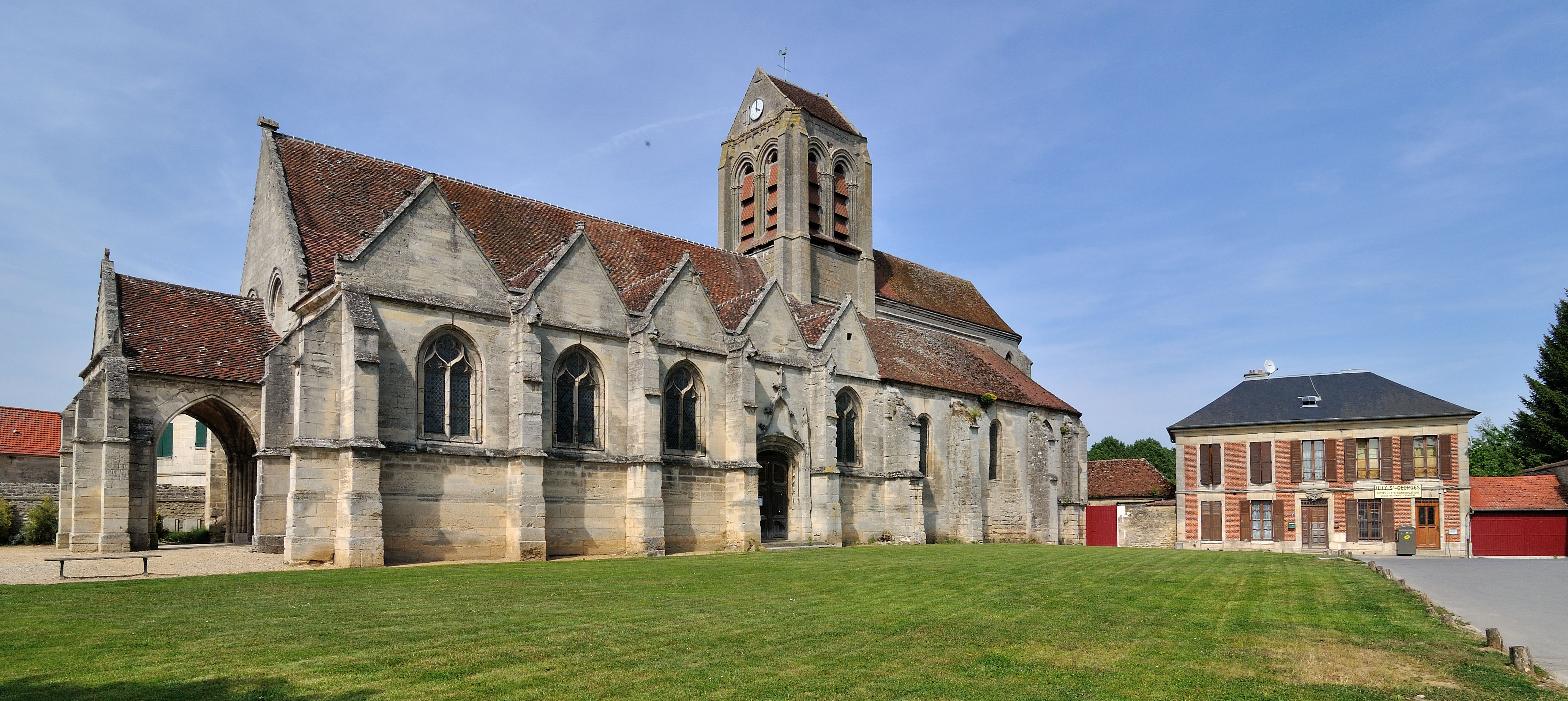
Église Saint-Georges
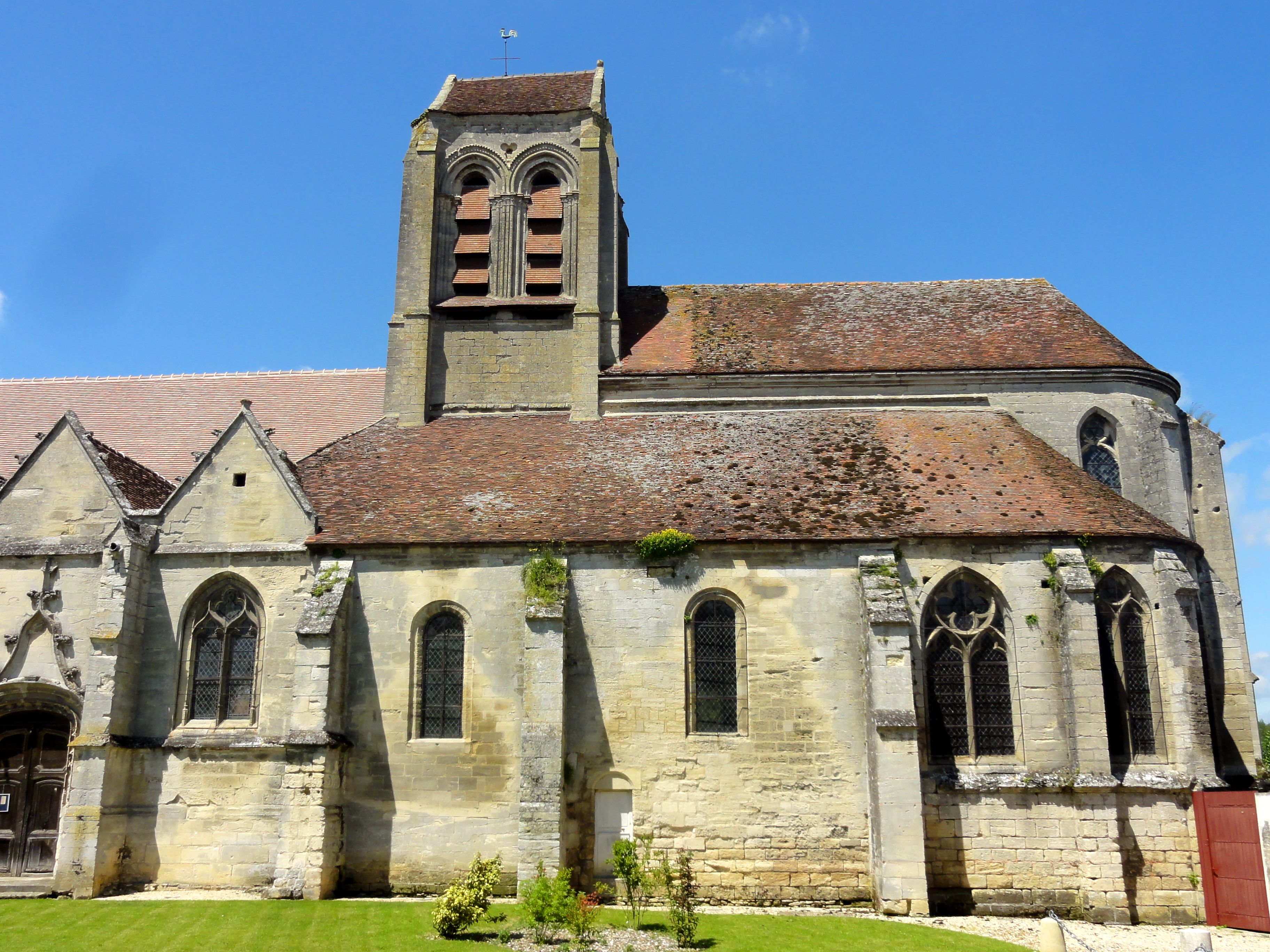
Idem
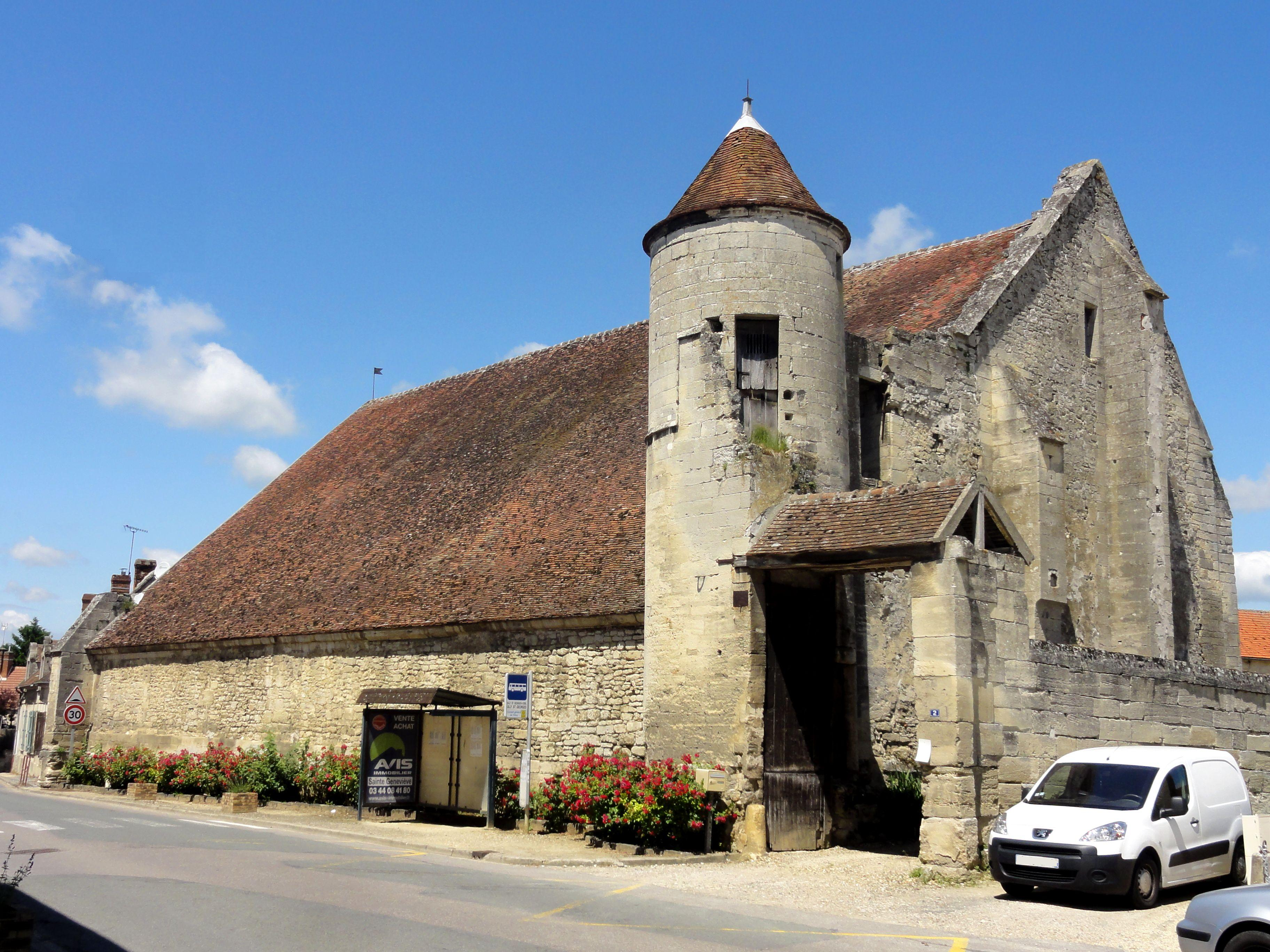
Tiendenschuur